# Sierra (geografía)
Las sierras son un conjunto de elevaciones dentro de otro conjunto más grande. Se diferencian de una montaña por su altura, su geología y su geomorfología. 
Las sierras suelen tener dimensiones que sobrepasan el centenar de kilómetros. Dentro de una sierra se pueden encontrar algunos macizos, que se diferencian por la misma agrupación de cimas con una mayor altitud respecto al resto de montañas o porque se elevan de una forma singular entre un espacio relativamente plano (por ejemplo el macizo de Montserrat).

## Sierras de España
Los sistemas montañosos de España se dividen en sierras. Por ejemplo, el sistema Central en la sierra de Gredos, sierra de Guadarrama, Somosierra y sierra de Ayllón, enlazando con el sistema Ibérico en sierra Ministra. Este a su vez comprende, al norte, la sierra de Atapuerca, la sierra de la Demanda o la sierra del Moncayo; y al sur la sierra de Albarracín, entre otras.
En otras ocasiones la totalidad de la cordillera se denomina sierra, como es el caso de sierra Morena, sin perjuicio de que también se subdivida en otras sierras más reducidas (como la sierra de Aracena o la sierra de los Pedroches). El caso de Sierra Nevada es ligeramente distinto, puesto que no se identifica tanto con la totalidad de su cordillera (la Penibética) como con su parte central y más elevada, y junto con la sierra de los Filabres denomina el complejo nevado-filábride, el complejo tectónico más bajo del conjunto de mantos de la zona interna de la cordillera.
Con el nombre de «serranía» se denominan muchas comarcas: Serranía de Guadalajara, Serranía de Cuenca, Serranía de Ronda, etcétera.
Con el nombre de «serrano» (equivalente a montañés) se denomina a los habitantes de las comarcas serranas, sierras y serranías, y también es el origen de un apellido español. Serranilla es el nombre de un género de poesía, nombrado así por las «serranas», mujeres que asaltaban a los viajeros (como La Serrana de la Vera).
Hay una Serrezuela en Segovia y una Serrota en Ávila. Serreta es una denominación común para muchos topónimos.

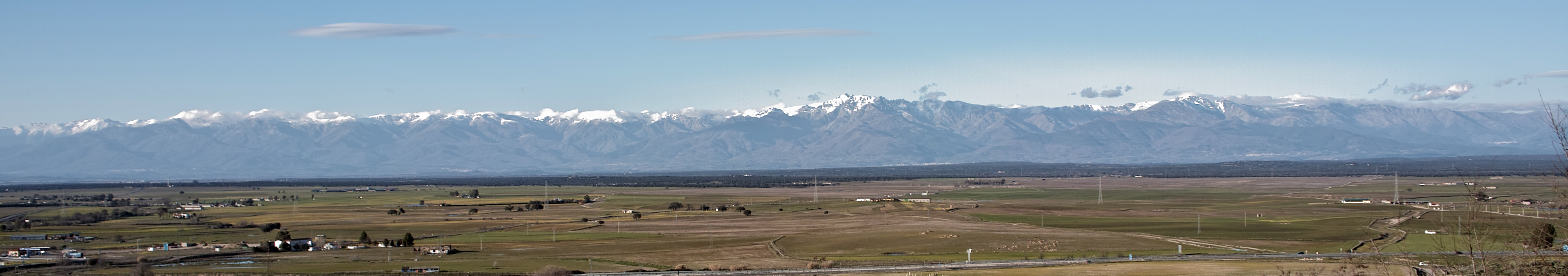
Cara sur de la Sierra de Gredos desde Oropesa (Toledo).